# 2015年拉傑沙希清真寺爆炸案
2015年拉傑沙希清真寺爆炸事件，是發生在2015年12月25日，在孟加拉國拉傑沙希縣的巴格馬拉烏帕齊拉莫切莫里村的阿赫迈底亚派清真寺的自殺式炸彈襲擊。當日是星期五正舉行主麻日禮拜，襲擊事件造成一人死亡，至少三至十人受傷(死者是施襲者)。
當時估計有70位阿赫迈底亚穆斯林在禮拜，目擊者的報告表明，施襲者首先進入清真寺並在祈禱大廳的後端單獨進行祈禱。之後，他向前靠近其他信徒並將手伸入袋內之後炸彈爆炸了。肇事者的身份和動機尚不得而知。

## 責任
伊斯蘭國聲稱對此次襲擊負責。然而，當地人早些時候已經說過，在清真寺附近的孟加拉國瓦哈比派聖訓實踐者圣训派成員可能應對襲擊事件負責。另一方面，當地警方指責孟加拉國聖戰者大會最近爆發暴力事件，包括在阿赫迈底亚派清真寺的襲擊事件。